# Wissarion (Xhuvani)
Wissarion,  imię świeckie Visar Xhuvani (ur. 1890 w Elbasanie, zm. 15 grudnia 1965 tamże) – albański biskup prawosławny, zwierzchnik Albańskiego Autokefalicznego Kościoła Prawosławnego w latach 1929–1936.

## Życiorys
Syn Gjona i Eufimii. Pochodził z rodziny kupieckiej. Uczył się w szkole Rizarios w Atenach, a następnie ukończył w 1917 studia teologiczne, przez kilka lat prowadził wykłady z teologii na uniwersytecie ateńskim, a następnie pracował wśród albańskich prawosławnych w Rumunii i w Bułgarii. W 1920 powrócił do Albanii, wziął udział w obradach kongresu narodowego w Lushnji, a następnie uzyskał mandat deputowanego do parlamentu. Należał do inicjatorów Kongresu w Beracie (10–12 września 1922), w czasie którego albańscy duchowni i świeccy zadeklarowali ustanowienie Albańskiego Autokefalicznego Kościoła Prawosławnego (AAKP), niezależnego od Konstantynopola. Decyzje podjęte w Beracie uzyskały pełne poparcie rządu albańskiego. Mimo braku uznania tej decyzji ze strony Patriarchy Ekumenicznego, w 1929 ukonstytuował się Synod AAKP. Sam Xhuvani otrzymał godność metropolity archidiecezji Durrës-Tirana, a zarazem głowy Kościoła prawosławnego w Albanii. Działania na rzecz autokefalii albańskiego prawosławia otrzymały wsparcie Kościoła serbskiego, ale decyzji tych nie zaakceptowano na południu kraju, zwłaszcza wśród mniejszości greckiej w Albanii.
Negocjacje z Konstantynopolem o uznanie albańskiej autokefalii trwały do 1937. Patriarchat Ekumeniczny nie wyrażał zgody, aby Xhuvani nadal kierował Kościołem, krytykując jego postawę moralną i obciążając go odpowiedzialnością za rozłam w Kościele. W 1936 Xhuvani zrezygnował z godności zwierzchnika Kościoła, a jego miejsce zajął bardziej akceptowany przez Konstantynopol – Krzysztof (Kisi). 16 kwietnia 1939 znalazł się w składzie delegacji albańskiej, która wyjechała do Rzymu, aby ofiarować koronę Wiktorowi Emmanuelowi III. W 1941 otrzymał godność metropolity diecezji Berat-Wlora. Od tej pory Xhuvani poświęcił się tłumaczeniu ksiąg liturgicznych na język albański.
W 1946 został aresztowany przez władze komunistyczne. 23 grudnia 1947 Sąd Wojskowy we Wlorze skazał Xhuvaniego na 20 lat więzienia, oskarżony o prowadzenie działalności antypaństwowej i współpracę z okupantem oraz z organizacją Balli Kombëtar. Karę odbywał w więzieniu w Burrelu. Uwolnionym 27 listopada 1962 z więzienia hierarchą zaopiekował się ksiądz Erazmi Jorgo. Ostatnie lata życia spędził w klasztorze św. Jana w Elbasanie, gdzie zmarł. Pochowany we wsi Shijon. W 2012 wyróżniony tytułem Honorowego Obywatela Elbasanu.
W 2007 r. nakładem Wydawnictwa 55 ukazały się wspomnienia Xhuvaniego Në kishë, në parlament, dhe në burg (W kościele, w parlamencie i w więzieniu).